# Królestwo kanciarzy
Królestwo kanciarzy (ang. Crooked Kingdom) – amerykańska powieść fantasy,  stworzona przez Leigh Bardugo i wydana przez Henry Holt and Company w 2016. Polska wersja ukazała się nakładem wydawnictwa Mag w 2017 w tłumaczeniu Wojciecha Szypuły. To kontynuacja Szóstki wron, a także drugi tom z cyklu pod tym samym tytułem. Akcja rozpoczyna się kilka dni po zakończeniu pierwszej powieści. Powieść była nominowana do Książki Roku portalu Lubimyczytac.pl w kategorii fantastyka młodzieżowa w roku 2017.